# Jurowe
Jurowe (ukr. Юрове) – wieś na Ukrainie, w obwodzie żytomierskim, w rejonie olewskim, u ujścia Juriwki do Uborci. W 2001 roku liczyła 721 mieszkańców.